# Irsko more
Irsko more (irski: Muir Éireann) razdvaja otoke Irsku i Veliku Britaniju. Dio je Atlantskog oceana. Otok Man se nalazi u sredini mora. More je ekonomski jako važno za Irsku i Ujedinjeno Kraljevstvo jer između njih prijeđe godišnje preko 17 megatona roba i više od 12 milijuna putnika. Dugo vremena se predlaže željeznički tunel dugačak 80 km koji bi išao ispod Irskog mora i spajao ova dva otoka. More je dio irskog i britanskog teritorija.
Prolaz Svetog Jurja dijeli Irsko more od Keltskog mora, a Sjeverni kanal od Atlantskog oceana.